# 17972 Ассіона
17972 Ассіона (17972 Ascione) — астероїд головного поясу, відкритий 10 травня 1999 року.
Тіссеранів параметр щодо Юпітера — 3,352.